# Lely (Floride)
Pour les articles homonymes, voir Lely.
Lely est une census-designated place du comté de Collier, dans l'État de Floride, aux États-Unis,. En 2020, elle compte une population de 3 694 habitants.